# Mariko Mori
Mariko Mori (森 万里子) est une artiste contemporaine japonaise née à Tokyo le 21 février 1967.

## Biographie
Mariko Mori naît à Tokyo en 1967. Le père de Mori est un inventeur et magnat de l'immobilier, et sa mère historienne de l'art européen.. Pendant ses études au Bunka Fashion College (en) à Tokyo, de 1986 à 1988, elle travaille aussi comme mannequin. C'est à cette époque qu'elle organise ses premières expositions. En 1989, elle s'installe à Londres pour étudier au Chelsea College of Art and Design où elle reste jusqu'en 1992,. Elle participe aussi au programme d'études indépendantes du Whitney Museum of American Art,.
Les premiers travaux de Mori font référence à la fois à la culture japonaise et à l'histoire ancienne de son pays, tout en y associant des thèmes plus occidentaux et des personnages futuristes. Elle emprunte des éléments à la fois à la science-fiction, à la mode, au pop-art et à la bande dessinée. Des divinités fantastiques, des robots, des créatures extraterrestres et des vaisseaux spatiaux sont présentés dans ses vidéos et des photographies. L'artiste s'y déguise en personnages dans divers costumes qu'elle a elle-même confectionnés : elle se sert très souvent d'elle comme modèle, en héroïne de manga ou en cyborg,,.